# Lijn N (metro van New York)
De N Broadway Express of ook wel lijn N is een metrolijn die onderdeel is van de metro van New York. Op plattegronden, stationsborden en richtingfilms staat de lijn aangegeven in de kleur geel  omdat de lijn een dienst is op de Broadway Line door Manhattan.
De N rijdt de hele dag van Ditmars Boulevard in Astoria naar Stillwell Avenue in Coney Island via de Astoria Line, Broadway, en de Manhattan Bridge van en naar Brooklyn. In Brooklyn rijdt de N via de Fourth Avenue Line en de Sea Beach Line.
Behalve 's nachts rijdt de N over Manhattan Bridge en rijdt als express door de Fourth Avenue corridor. 's Nachts rijdt de N door Lower Manhattan en de Montague Street Tunnel als stoptrein, als vervanging voor de . In Manhattan rijdt de N doordeweeks als express tussen 34th Street en Canal Street.
 ·  ·  ·  ·  ·  ·  ·  ·  · 
Van noord naar zuid:
Ditmars Boulevard-Astoria · 
Astoria Boulevard · 
30th Avenue · 
Broadway · 
36th Avenue · 
39th Avenue · 
Queensboro Plaza · 
Lexington Avenue/59th Street · 
5th Avenue · 
57th Street · 
49th Street · 
Times Square-42nd Street · 
34th Street-Herald Square · 
28th Street · 
23rd Street · 
14th Street-Union Square · 
Eighth Street-New York University · 
Prince Street · 
Canal Street · 
City Hall* · 
Cortlandt Street* · 
Rector Street* · 
Whitehall Street-South Ferry* · 
Court Street-Borough Hall* · 
Jay Street-MetroTech* · 
DeKalb Avenue · 
Canal Street · 
Atlantic Avenue - Pacific Street · 
Union Street · 
Ninth Street · 
Prospect Avenue · 
25th Street · 
36th Street · 
45th Street · 
53rd Street · 
59th Street · 
Eighth Avenue · 
Fort Hamilton Parkway · 
New Utrecht Avenue · 
18th Avenue · 
20th Avenue · 
Bay Parkway · 
Kings Highway · 
Avenue U · 
86th Street · 
Coney Island-Stillwell Avenue
* alleen 's nachts als vervanging voor Lijn R